# Grosser Preis des Kantons Aargau 2006
Il Grosser Preis des Kantons Aargau 2006, quarantatreesima edizione della corsa, valido come evento del circuito UCI Europe Tour 2006 categoria 1.HC, fu disputato il 4 giugno 2006 per un percorso di 196 km. Fu vinto dallo svizzero Beat Zberg, al traguardo con il tempo di 4h 48' 55" alla media di 40,70 km/h.
Alla partenza erano presenti 110 ciclisti, dei quali 76 portarono a termine il percorso.

## Ordine d'arrivo (Top 10)
| Pos. | Corridore            | Squadra       | Tempo    |
| ---- | -------------------- | ------------- | -------- |
| 1    | Beat Zberg           | Gerolsteiner  | 4h48'55" |
| 2    | Nick Nuyens          | Quick Step    | s.t.     |
| 3    | Grégory Rast         | Phonak        | s.t.     |
| 4    | Jurgen Van Der Walle | Quick Step    | a 3"     |
| 5    | Elia Rigotta         | Team Milram   | a 1'48"  |
| 6    | Aljaksandr Kučynski  | Cer. Flaminia | a 2'02"  |
| 7    | Linus Gerdemann      | T-Mobile Team | s.t.     |
| 8    | Pascal Hungerbühler  | Volksbank     | s.t.     |
| 9    | Tim Klinger          | Wiesenhof     | a 4'36"  |
| 10   | Aljaksandr Usaŭ      | AG2R Prév.    | a 6'20"  |